# Rafael Castejón y Martínez de Arizala
Rafael Castejón y Martínez de Arizala (Córdoba, 23 de octubre de 1893-Córdoba, 15 de junio de 1986) fue un veterinario, historiador y arabista español.

## Biografía
En 1913  se licencia con premio extraordinario en la Facultad de Veterinaria de Córdoba. Veterinario militar por oposición en 1916, es nombrado profesor auxiliar en la citada Facultad, alcanzando en 1921 por oposición la cátedra de Enfermedades Infecciosas y Parasitarias. En 1926 se licenció en Medicina y Cirugía.
Además de su labor docente, su relevancia en las ciencias veterinarias se debe a que fue un precursor de la investigación y química veterinaria, siendo un zootecnista de primera magnitud. Son de destacar en este sentido, sus innovaciones sobre bacteriosis y virosis y sus aportaciones al uso de sueros y vacunas especialmente tras la creación de un laboratorio privado, uno de los primeros en fabricar esos productos en España. Hizo aportaciones a la terminología con vocablos, ya incorporados, como la clostridiosis —infección provocada por bacterias del género Clostridium, las mismas que provocan el botulismo—.
Su actividad zootécnica la corona estructurando el departamento que más tarde sería el Instituto de Zootecnia del Consejo Superior de Investigaciones Científicas, fuente de investigadores e investigaciones del más alto nivel.
Colaborador y redactor de múltiples revistas científicas (como Archivos de Zootecnia) participa y organiza múltiples congresos y reuniones científicas. Muchos ellos se desarrollan en Córdoba, cuya Escuela (y después Facultad) de Veterinaria, convirtiéndose en una de las más prestigiosas de Europa.
Fue autor de obras como El aloidismo en los recién nacidos, Conjunto étnico de los bovinos españoles, Ordenación zootécnica de la masa pecuaria española y El caballo español, entre otras.
Castejón fue uno de los partidarios del proyecto de «purificación» de la mezquita de Córdoba consistente en trasladar piedra a piedra toda la catedral cristiana. En un artículo que apareció en el ABC del 13 de septiembre de 1972, afirmó que desmontar un edificio «es cuestión sólo de técnica y dinero».
Su actuación en política estuvo al lado de los republicanos de Alejandro Lerroux siendo el primer director de la Estación Pecuaria Regional Andalucía en 1932. En 1935 fue nombrado director general de Sanidad, cargo en el que estaría breve tiempo al caer el gobierno de Lerroux. En efecto, cesó el 24 de mayo de 1935 y fue nombrado con esa fecha Mariano Fernández Horques, inspector provincial de Sanidad de Jaén.
Formó parte en la candidatura de Alianza Republicana en las elecciones de febrero de 1936 en las que triunfó el Frente Popular. Llegó a ser el más votado de su lista con 7286 votos incluso por delante del cabeza de la misma Eloy Vaquero Cantillo. En esta época pasó a dirigir el diario lerrouxista La Voz.
En los acontecimientos del 18 de julio de 1936 fue detenido y encarcelado en el Alcázar de los Reyes Cristianos, así relataba este acontecimiento en una entrevista realizada por Francisco Moreno Gómez:

Me llevaron al Alcázar. Yo esperé que me fusilaran algún de aquellos días. Ninguna autoridad me tomó declaración ni me acusó de nada, y acabaron deportándome a Pontevedra. El sector  que a mí me persiguió, dicho sin ambages, fue el Arma de Caballería. Yo como veterinario, había defendido siempre que la cría caballar y yeguada no fueran militares, sino que dependieran del Ministerio de Agricultura como en otros países. Los militares de Caballería de Córdoba tenían una espina clavada contra mí.

Con la llegada de Alexander Fleming a Córdoba el 1948 departió conversación con el prestigioso descubridor de la penicilina.
En 1954, cuando el exiliado Antonio Jaén Morente fue autorizado a viajar a Córdoba, pidió entrevistarse con su antiguo amigo Rafael Castejón sirviendo éste como guía por la ya cambiada Córdoba que don Antonio había dejado en 1936.
Destacó también por su labor en la investigación arqueológica, histórica y artística. Arabista y filósofo del evolucionismo, publicó libros como Biología de la Humanidad o Evolución Biológica del Hombre, ingresando en la Real Academia de Ciencias, Bellas Letras y Nobles Artes de Córdoba en 1917, llegando a ser su director en 1959, dándole un halo de entidad cultural y artística propio. Fue reconocido pródigamente, se le concedió la medalla de plata de la ciudad,  fue nombrado cronista oficial de la ciudad e hijo predilecto de la provincia, y académico de honor de varias instituciones. Córdoba, reconociendo su ingente labor, erigió su busto, aún en vida, en los jardines de su facultad en la inauguración del curso 1985-86, poco antes de su muerte, acaecida en 1986. Falleció en Córdoba el 15 de junio de 1986.

## Testimonios
Rafael Castejón y Martínez de Arizala es mencionado por Manuel Medina González en su libro Coplas al aire de Córdoba de 1981.
- Don Rafael Castejón y Martínez de Arizala, doctor en Ciencias Veterinaria, historiador y arabista, hombre de cultura clásica y de ideas liberales, estuvo siempre entregado a la enseñanza de su profesión científica y exaltar cuanto de bueno y grande dejaron los árabes (los Omeyas, especialmente) en Córdoba y Andalucía.

Don Rafael Castejón
tiene temple de califa
y almenado corazón.
Del Islam tiene la idea
y del árabe la voz,
y capea a la Media Luna
como el mejor lidiador.
Por científico del toro
sabe del instinto fiero,
y por el caballo moro
se siente un buen caballero.